# Бреттен (Франция)
Бретте́н (фр. Bretten) — коммуна на северо-востоке Франции в регионе Гранд-Эст (бывший Эльзас — Шампань — Арденны — Лотарингия), департамент Верхний Рейн, округ Альткирш, кантон Мазво. До марта 2015 года коммуна административно входила в состав упразднённого кантона Данмари (округ Альткирш).
Площадь коммуны — 4,16 км², население — 156 человек (2006) с тенденцией к росту: 171 человек (2012), плотность населения — 41,1 чел/км².

## Население
Численность населения коммуны в 2011 году составляла 172 человек, а в 2012 году — 171 человек.
| 1962 | 1968 | 1975 | 1982 | 1990 | 1999 | 2005 | 2006 | 2010 | 2011 | 2012 |
| ---- | ---- | ---- | ---- | ---- | ---- | ---- | ---- | ---- | ---- | ---- |
| 88   | 75   | 81   | 63   | 97   | 105  | 131  | 156  | 169  | 172  | 171  |

Динамика населения:

## Экономика
В 2010 году из 120 человек трудоспособного возраста (от 15 до 64 лет) 98 были экономически активными, 22 — неактивными (показатель активности 81,7 %, в 1999 году — 83,6 %). Из 98 активных трудоспособных жителей работали 89 человек (46 мужчин и 43 женщины), 9 числились безработными (6 мужчин и 3 женщины). Среди 22 трудоспособных неактивных граждан 9 были учениками либо студентами, 6 — пенсионерами, а ещё 7 — были неактивны в силу других причин.
На протяжении 2011 года в коммуне числилось 66 облагаемых налогом домохозяйств, в которых проживало 169 человек. При этом медиана доходов составила 21943 евро на одного налогоплательщика.